# Ultimo Dragon
Yoshihiro Asai, noto anche con lo pseudonimo di Último Dragón (ウルティモ・ドラゴン Urutimo Doragon) (浅井 嘉浩?, Asai Yoshihiro; Nagoya, 12 dicembre 1966), è un wrestler giapponese.
Gli si riconosce l'invenzione dell'Asai Moonsault. Nel corso della sua carriera ha lottato per diverse tra le più importanti federazioni di wrestling, come la New Japan Pro-Wrestling, la World Championship Wrestling, la WWE e la Consejo Mundial de Lucha Libre.
Nell'ottobre del 1996 vinse il J-Crown, un torneo che unificava 8 titoli internazionali dei pesi leggeri, all'epoca era già detentore dell'NWA World Middleweight Championship e durante questo regno divenne anche campione dei pesi leggeri della World Championship Wrestling. Dal 29 dicembre 1996 fino al 4 gennaio 1997 aveva un regno attivo di ben dieci cinture contemporaneamente, record che tuttora persiste.

## Carriera

### New Japan Pro Wrestling (1987–1996)
Il nome Último Dragón fu originariamente utilizzato per la gimmick da ultimo studente del leggendario artista marziale Bruce Lee, il cui soprannome era "The Dragon".
Asai debuttò nella New Japan Pro-Wrestling nel 1987, ma lasciò la federazione assieme al suo mentore Gran Hamada, per aiutarlo a dare vita alla Universal Lucha Libre. Quando la ULL chiuse, si trasferì alla WAR.

### World Championship Wrestling (1996–1998)
Asai fece il suo debutto negli Stati Uniti nel 1996, lottando nella World Championship Wrestling come The Ultimate Dragon; utilizzò questo nome per diversi mesi, fino a quando alla WCW si resero conto che si trattava di una traduzione errata dell'originale e gli riassegnarono il vecchio nome. Ebbe una faida con Lord Steven Regal, sconfiggendolo in due occasioni e conquistando il WCW World Television Championship.

### Toryumon (1997–2003)
Nel 1997, divenne allenatore e preparò tre classi di studenti, denominate "Toryumon Japan", "Toryumon 2000 Project" e "Toryumon X". Questa prima classe di studenti lavorò nei primi anni per la WCW. Nel 1998, fondò la Grupo Revolucion, federazione con base in Messico, dove allenò diversi aspiranti wrestler.
Nel 1999 si infortunò ad un braccio e si sottopose ad un intervento chirurgico, il cui esito non fu fortunato causando un danno ad un nervo. Asai pensò che non avrebbe più potuto combattere ed annunciò il suo ritiro. Nello stesso anno la Toryumon aprì i battenti; la maggior parte del roster era composto dai wrestler allenati da Asai. A causa di una violazione di copyright, la Toryumon cambiò nome in Dragon Gate ed Asai abbandonò la federazione. Continuò tuttavia ad allenare lottatori.

### World Wrestling Entertainment (2003–2004)
Nel 2002, si sottopose ad un ulteriore intervento per riparare al danno subito al braccio. Tornò a lottare nella primavera del 2003 e firmò un contratto con la World Wrestling Entertainment e realizzò i due obiettivi che si era preposto: combattere al Madison Square Garden ed esibirsi a WrestleMania. Il suo ingaggio avvenne sulla scia di quello di Rey Mysterio, sperando in un ritorno di immagine dalla portata simile. Debuttò al Madison Square Garden il 26 giugno 2003 durante una puntata Smackdown! in un match contro Shannon Moore, sconfiggendolo. Il 10 luglio a Smackdown! provò a conquistare il WWE United States Championship contro Eddie Guerrero ma viene sconfitto.
Il 6 settembre perde a Velocity un match valido per i WWE Tag Team Championship insieme a Funaki contro Tajiri e Eddie Guerrero. Il 9 ottobre a Smackdown! sfidò senza successo Tajiri con in palio il WWE Cruiserweight Championship.
Il 27 novembre a Smackdown! partecipò ad una battle royal per decretare lo sfidante al WWE Championship ma viene eliminato. Il 24 gennaio perde un tag team match contro i Basham Brothers valido per i WWE Tag Team Championship insieme a Funaki. Il 31 gennaio continua la sua faida con Shannon Moore sconfiggendolo nuovamente, mentre la settimana dopo sempre a Velocity perde un match insieme a Funaki contro Tajiri e Eddie Guerrero. Si esibì nuovamente al Madison Squadre Garden in occasione di WrestleMania XX in un Cruiserweight Open Match valido per il Cruiserweight Championship ma viene eliminato per secondo da Jamie Noble. Il 17 aprile viene sconfitto da Nunzio in quello che fu il suo ultimo match in WWE, infatti poco dopo fu licenziato dalla federazione.

### Circuito indipendente (2004–presente)

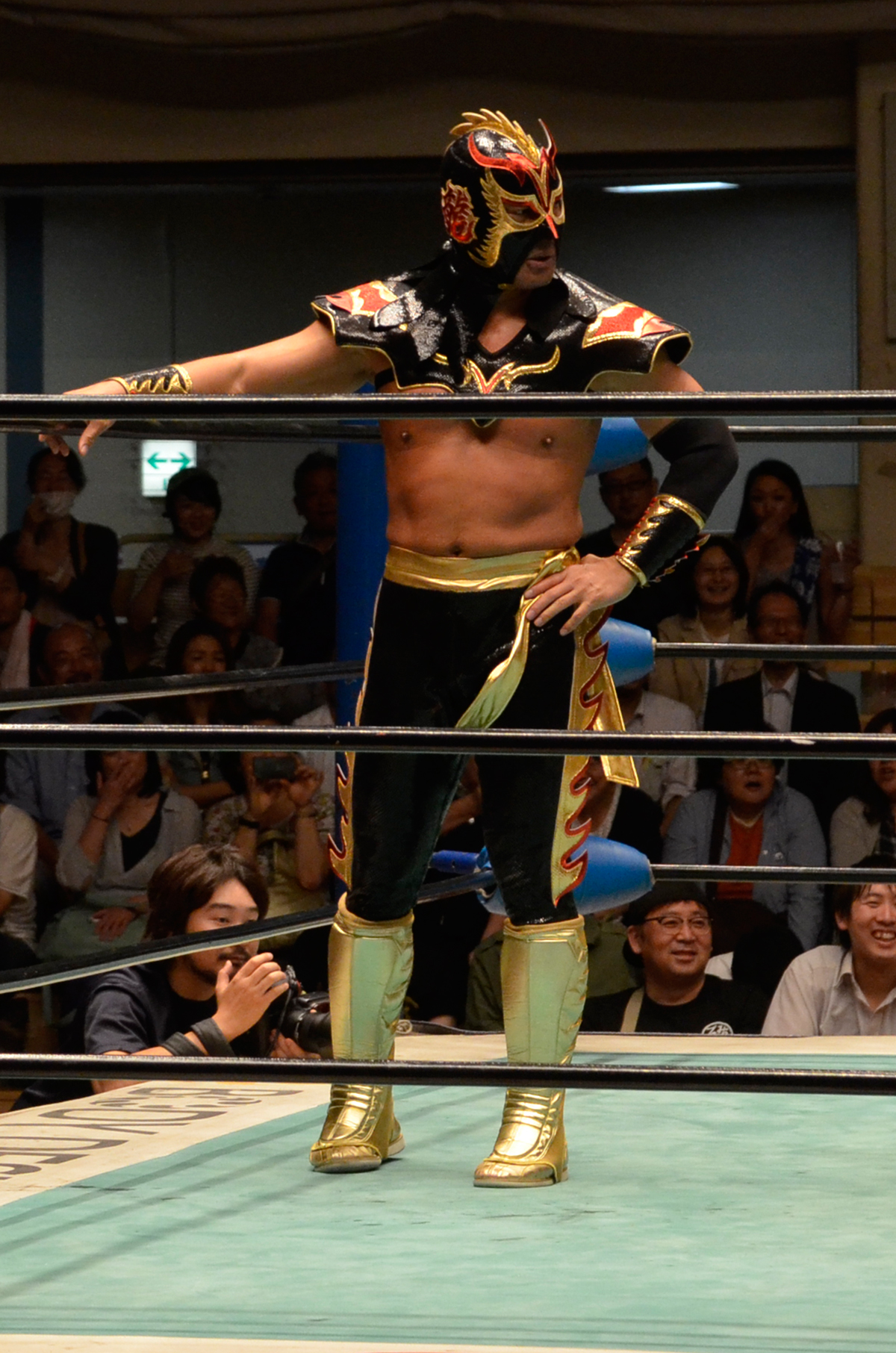
Último Dragón nel 2016

Nel 2006 e nel 2007 combatté in Italia con la Nu-Wrestling Evolution, che organizzerà alcuni stage di allenamento proprio con Último Dragón; primo aiutante in uno stage fu il suo allievo Kazuchika Okada e l’italiano King Danza.
Da quando ha lasciato la WWE, combatte nella Dragon Gate e occasionalmente nella Consejo Mundial de Lucha Libre, nella Dragondoor in diverse federazioni del circuito indipendente tra gli Stati Uniti, l'Europa ed il Giappone.

## Personaggio

### Mosse finali
- Asai DDT (Standing shiranui) – 2002–presente
- Cancún Tornado (Corkscrew moonsault)
- Dragon Bomb (Running sitout powerbomb)
- Dragon Sleeper

### Manager
- Sonny Onoo

### Soprannomi
- "The International Superstar"

### Musiche d'ingresso
- Tokyo Town (WCW; 1996–1998)
- Separados di Luis Miguel (circuito indipendente)
- Dragon di Jim Johnston (WWE; 2003–2004)

## Titoli e riconoscimenti
- All Japan Pro Wrestling
  - All Asia Tag Team Championship (1) – con Yoshinobu Kanemaru
  - World Junior Heavyweight Championship (2)
- Consejo Mundial de Lucha Libre
  - NWA World Middleweight Championship (2)
- Comision de Box y Lucha D.F.
  - Distrito Federal Trios Championship (1) – con Hirokazu Hata e Naoki Sano
- International Wrestling Revolution Group
  - Copa Higher Power (1998) – con Judo Suwa, Lyguila, Magnum Tokyo, Ryo Saito, Shiima Nobunaga e Sumo Fujii
- International Wrestling Alliance
  - IWA Heavyweight Championship (1)
  - IWA Junior Heavyweight Championship (1)
- KocoSports
  - Kocosports Combat Sports Hall of Fame (classe del 2014)
- Michinoku Pro Wrestling
  - British Commonwealth Junior Heavyweight Championship (1)
  - Tohoku Tag Team Championship (2) – con Jinsei Shinzaki (1) e Kesen Numagirolamo (1)
- New Japan Pro-Wrestling
  - British Commonwealth Junior Heavyweight Championship (1)
  - IWGP Junior Heavyweight Championship (2)
  - NWA World Junior Heavyweight Championship (1)
  - NWA World Welterweight Championship (2)
  - UWA World Junior Light Heavyweight Championship (1)
  - WAR International Junior Heavyweight Championship (1)
  - WWA World Junior Light Heavyweight Championship (1)
  - WWF Light Heavyweight Championship (1)
  - J-Crown (1)
- Pro Wrestling Noah
  - Differ Cup (2003) – con Yossino
- Pro Wrestling Illustrated
  - 291º tra i 500 migliori wrestler singoli nella PWI 500 (1991)
  - 23º tra i 500 migliori wrestler singoli nella PWI 500 (2011)
- Tokyo Sports
  - Tecnique Award (2002)
- Toryumon Mexico
  - NWA International Junior Heavyweight Championship (2, attuale)
  - Yamaha Cup (2008) – con Yutaka Yoshie
  - Yamaha Cup (2012) – con Angélico
  - Suzuki Cup (2007) – con Kensuke Sasaki e Marco Corleone
  - Suzuki Cup (2008) – con Alex Koslov e Marco Corleone
- Universal Wrestling Association
  - UWA World Middleweight Championship (5)
  - UWA World Welterweight Championship (1)
- World Championship Wrestling
  - WCW Cruiserweight Championship (2)
  - WCW World Television Championship (2)
- Wrestling Observer Newsletter
  - Best Wrestling Maneuver (1996) Running Liger bomb
  - Most Underrated (2003)
  - Wrestling Observer Newsletter Hall of Fame (Classe del 2004)
- Wrestle And Romance / Wrestle Association R
  - WAR International Junior Heavyweight Championship (2)
  - WAR World Six-Man Tag Team Championship (1) – con Nobutaka Araya e Genichiro Tenryu